# Acdar
L’Acdar (acronyme de l'anglais : Acoustical detection and ranging) est un type de radiosondage de l’atmosphère qui utilise les ondes acoustiques. Il peut être effectué par différents appareils dont le sodar et le RASS.